# Félix Sánchez
Pour les articles homonymes, voir Sánchez.
Félix Sánchez (né le 30 août 1977 à  New York) est un athlète dominicain  naturalisé américain  spécialiste du 400 m haies. Avec deux titres olympiques et deux titres de champion du monde remportés entre 2001 et 2012, il possède avec l'Américain Edwin Moses le plus beau palmarès de l’histoire de la discipline. Il est aussi le seul athlète de République dominicaine de l'histoire à avoir remporté un titre mondial ou olympique.

## Biographie
Né aux États-Unis de parents dominicains, il court depuis 1999 pour la République dominicaine — malgré les propositions faites par la fédération américaine. Il fait ses débuts sur la scène internationale à l'occasion des Jeux panaméricains de 1999, se classant quatrième de la finale du 400 m haies. Il participe aux Jeux olympiques de Sydney en 2000 où il s'incline en demi-finale dans un temps de 49 s 69, terminant 7e de la 2e des trois demi-finales. En 2001, il remporte son premier grand titre international lors des Championnats du monde d'Edmonton en établissant en 47 s 49 la meilleure performance de l'année. Il devance finalement l'Italien Fabrizio Mori et le Japonais Dai Tamesue. Il poursuit sa domination mondiale sur 400 m haies l'année suivante, s'imposant notamment lors du meeting de Zurich (47 s 35, meilleur temps de l'année 2002) et remportant le jackpot d'un million de dollars de la Golden League. En 2003, lors des Jeux panaméricains de Saint-Domingue, Sánchez décroche la médaille d'or en individuel et la médaille de bronze du relais 4 × 400 m avec ses coéquipiers dominicains. Quelques jours plus tard, il monte sur la plus haute marche du podium des Championnats du monde de Paris, son deuxième titre consécutif dans cette compétition. Auteur de la meilleure performance de l'année en 47 s 25, il devance l'Américain Joey Woody et le Grec Periklís Iakovákis. En fin de saison 2003, il remporte la finale mondiale de l'athlétisme à Monaco.
Numéro un mondial incontesté de la discipline, Félix Sánchez remporte en 2004 la finale des Jeux olympiques d'Athènes en 47 s 63, devançant le Jamaïcain Danny McFarlane et le Français Naman Keita, offrant la première médaille d'or olympique de l'histoire à la République Dominicaine. Quelques jours après les Jeux, il doit abandonner sur blessure lors du meeting Ivo Van Damme de Bruxelles, l'empêchant de remporter la Golden League et mettant fin à une série de victoires consécutives débutée en 2001. De retour sur les pistes en 2005, il se qualifie pour la finale des mondiaux d'Helsinki, la troisième consécutive dans cette compétition, mais est contraint à l'abandon à la suite d'une douleur à la cuisse survenant dès le deuxième obstacle.
En 2007, Félix Sánchez décroche une nouvelle médaille de bronze au titre du relais 4 × 400 m des Jeux panaméricains de Rio de Janeiro. Il établit en 48 s 01 son meilleur temps de l'année lors des Championnats du monde d'Osaka, se classant deuxième de la finale derrière l'Américain Kerron Clement. En manque de compétition en 2008, il s'incline dès les séries des Jeux olympiques de Pékin avec le temps de 51 s 10. En 2009, il se qualifie pour la cinquième fois consécutive pour la finale d'un Championnat du monde. À Berlin, Sánchez termine huitième et dernier de la course avec le temps de 50 s 11.
Il termine à la 4e place du 400 m haies des Championnats du monde 2011, à Daegu, devant l'autre vétéran et référence de la discipline Angelo Taylor, 7e.
Lors des Jeux olympiques de Londres 2012, il redevient champion olympique, en réalisant exactement le même temps que lors de son premier sacre à Athènes en 2004 : 47 s 63. Il devance l'Américain Michael Tinsley, deuxième en 47 s 91, et le favori portoricain Javier Culson, troisième en 48 s 10.
De manière inatendue, Felix Sanchez met fin à sa carrière sportive le 26 avril 2016,.

## Palmarès

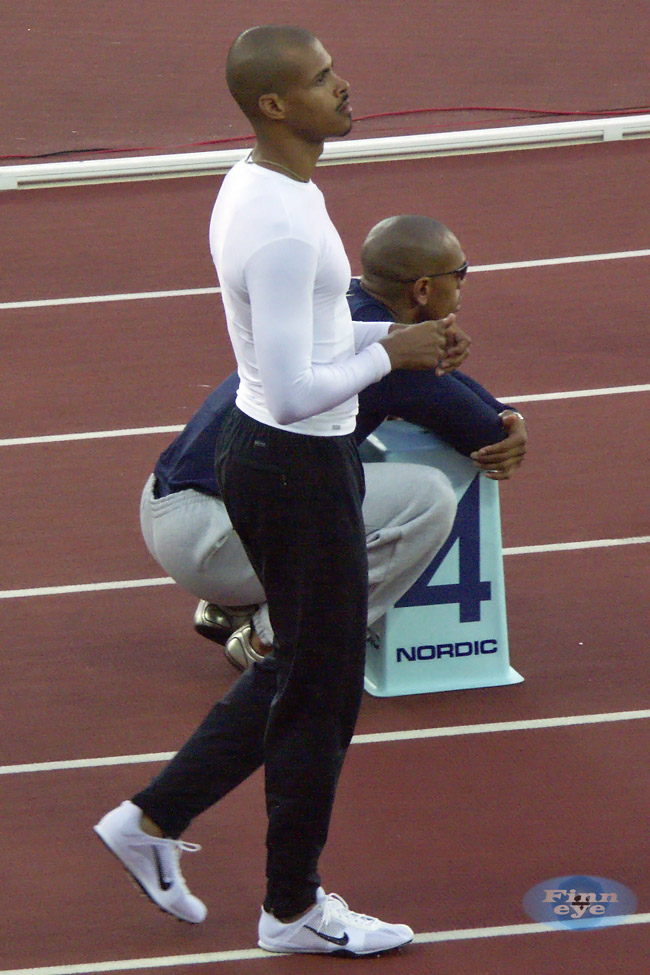
Aux championnats du monde d'Helsinki en 2005

| Date | Compétition                              | Lieu           | Résultat | Épreuve     | Temps        |
| ---- | ---------------------------------------- | -------------- | -------- | ----------- | ------------ |
| 1999 | Jeux panaméricains                       | Winnipeg       | 4e       | 400 m haies | 48 s 60      |
| 1999 | Jeux panaméricains                       | Winnipeg       | 6e       | 4 × 400 m   | 3 min 5 s 19 |
| 2001 | Championnats du monde                    | Edmonton       | 1er      | 400 m haies | 47 s 49      |
| 2002 | Jeux d'Amérique centrale et des Caraïbes | San Salvador   | 1er      | 4 × 400 m   | 3 min 4 s 15 |
| 2002 | Finale du Grand Prix                     | Paris          | 5e       | 400 m       | 45 s 25      |
| 2002 | Finale du Grand Prix                     | Paris          | 1er      | 400 m haies | 47 s 62      |
| 2003 | Jeux panaméricains                       | Saint-Domingue | 1er      | 400 m haies | 48 s 19      |
| 2003 | Jeux panaméricains                       | Saint-Domingue | 3e       | 4 × 400 m   | 3 min 2 s 02 |
| 2003 | Championnats du monde                    | Paris          | 1er      | 400 m haies | 47 s 25      |
| 2003 | Finale mondiale                          | Monaco         | 1er      | 400 m haies | 47 s 80      |
| 2004 | Jeux olympiques                          | Athènes        | 1er      | 400 m haies | 47 s 63      |
| 2005 | Championnats du monde                    | Helsinki       | -        | 400 m haies | DNF          |
| 2006 | Jeux d'Amérique centrale et des Caraïbes | Carthagène     | 4e       | 400 m haies | 50 s 45      |
| 2006 | Jeux d'Amérique centrale et des Caraïbes | Carthagène     | 3e       | 4 × 400 m   | 3 min 3 s 25 |
| 2007 | Jeux panaméricains                       | Rio de Janeiro | 4e       | 400 m haies | 49 s 28      |
| 2007 | Jeux panaméricains                       | Rio de Janeiro | 3e       | 4 × 400 m   | 3 min 2 s 48 |
| 2007 | Championnats du monde                    | Osaka          | 2e       | 400 m haies | 48 s 01      |
| 2007 | Championnats du monde                    | Osaka          | 7e       | 4 x 400 m   | 3 min 3 s 56 |
| 2007 | Finale mondiale                          | Stuttgart      | 7e       | 400 m haies | 49 s 61      |
| 2009 | Champ. d'Am. centrale et des Caraïbes    | La Havane      | 2e       | 400 m haies | 48 s 85      |
| 2009 | Champ. d'Am. centrale et des Caraïbes    | La Havane      | 2e       | 4 × 400 m   | 3 min 3 s 30 |
| 2009 | Championnats du monde                    | Berlin         | 8e       | 400 m haies | 50 s 11      |
| 2009 | Championnats du monde                    | Berlin         | 6e       | 4 x 400 m   | 3 min 2 s 47 |
| 2010 | Jeux d'Amérique centrale et des Caraïbes | Mayagüez       | 4e       | 400 m haies | 50 s 08      |
| 2011 | Champ. d'Am. centrale et des Caraïbes    | Mayagüez       | 2e       | 400 m haies | 49 s 41      |
| 2011 | Championnats du monde                    | Daegu          | 4e       | 400 m haies | 48 s 87      |
| 2011 | Jeux panaméricains                       | Guadalajara    | 3e       | 400 m haies | 48 s 85      |
| 2012 | Jeux olympiques                          | Londres        | 1er      | 400 m haies | 47 s 63      |
| 2013 | Champ. d'Am. centrale et des Caraïbes    | Morelia        | 3e       | 4 × 400 m   | 3 min 2 s 82 |
| 2013 | Championnats du monde                    | Moscou         | 5e       | 400 m haies | 48 s 22      |
| 2015 | Championnats NACAC                       | San José       | 5e       | 400 m haies | 50 s 23      |

## Records
| Épreuve     | Performance | Lieu      | Date         |
| ----------- | ----------- | --------- | ------------ |
| 400 m       | 44 s 90     | Gateshead | 19 août 2001 |
| 400 m haies | 47 s 25     | Paris     | 29 août 2003 |

| Épreuve     | Performance  | Lieu         | Date            |
| ----------- | ------------ | ------------ | --------------- |
| 400 m haies | 48 s 78 (WR) | Val-de-Reuil | 18 février 2012 |